# Lois Smith (danseuse)
Lois Irene Smith (8 octobre 1929 - 22 janvier 2011) est une danseuse de ballet et professeure de danse canadienne.